# Юнусов, Топчубай
Топчуба́й Юну́сов, другой вариант имени — Топчибай (кирг. Топчубай Юнусов; 1905 год, с. Монок — 1982) — председатель колхоза имени Хрущёва Ошского района Ошской области, Киргизская ССР. Герой Социалистического Труда (1957). Заслуженный мастер полеводства Киргизской ССР (1958). Почётный работник сельского хозяйства Киргизской ССР (1958). Депутат Верховного Совета СССР 6-го созыва. Депутат Верховного Совета Киргизской ССР.

## Биография
Родилась в 1905 году в крестьянской семье в селе Монок (ныне — Кара-Сууский район Ошской области).
С 1924 года занимался преподавательской деятельностью. В конце 20-х годов XX столетия принимал активное участие в организации колхозного движения в Ошской области. С 1930 года работал в экономическом отделе Ошского районного управления сельского хозяйства.
Участвовал в Великой Отечественной войне.
С 1945 года — председатель колхоза имени Карла Маркса (позднее — имени Хрущёва) Ошского района. Член КПСС с 1947 года.
Вывел колхоз в число передовых сельскохозяйственных предприятий Ошского района. В 1956 году колхоз сдал государству в среднем по 34,6 центнера хлопка-сырца с каждого гектара с площади 700 гектаров. Указом Президиума Верховного Совета СССР от 15 февраля 1957 года за выдающиеся успехи, достигнутые в деле увеличения производства сахарной свеклы, хлопка и продуктов животноводства, широкое применение достижений науки и передового опыта в возделывании хлопчатника, сахарной свеклы и получение высоких и устойчивых урожаев этих культур удостоен звания Героя Социалистического Труда с вручением ордена Ленина и золотой медали «Серп и Молот». Также был награждён медалями ВДНХ СССР.
Избирался депутатом Верховного Совета СССР созыва 6-го созыва от Совета Национальностей (1962—1966) от Киргизской ССР и несколько раз депутатом Верховного Совета Киргизской ССР (1955—1966).